# Сан-Паулу (мікрорегіон)
Мікрорегіон Сан-Паулу (порт. Microrregião de São Paulo) — адміністративно-статистичний мікрорегіон в бразильському штаті Сан-Паулу, частина мезорегіону Агломерація Сан-Паулу, що об'єднує муніципалітет Сан-Паулу і Регіон ABCDMRR. Населення мікрорегіону становить 13,5 млн осіб станом на 2006 рік, площа — 2348 км². До його складу входять такі муніципалітети:
1. Діадема
2. Мауа
3. Рібейран-Піріс
4. Ріу-Гранді-да-Серра
5. Санту-Андре
6. Сан-Бернарду-ду-Кампу
7. Сан-Каетану-ду-Сул
8. Сан-Паулу

| Бразилія | Це незавершена стаття з географії Бразилії. Ви можете допомогти проєкту, виправивши або дописавши її. |